# Китайський вогняночеревий тритон
відКитайський вогняночеревий тритон (Cynops orientalis) — вид земноводних з роду Далекосхідний тритон родини саламандрові. Інша назва «карликовий тритон».

## Опис
Загальна довжина досягає 9—10 см. Спостерігається статевий диморфізм: самиці більші за самців. Спинного гребеня у китайського тритона немає. Паротиди (завушні залози) добре розвинені. У шкірі міститься отруйна речовина — тетродоксін.
Спина темна, брудно-бурого чорного кольору. Черево червоне або яскраво-помаранчеве з чорними плямами. Основа хвоста, нижня частина хвоста і передня частина клоаки забарвлені у помаранчевий колір, а задня частина клоаки — чорна. На відміну від споріднених видів Cynops cyanurus або Cynops chenggongensis не має помаранчевої плями за оком.

## Спосіб життя
Значну частину життя проводить у воді. разом з тим дорослі особини тривалий час можуть знаходитися на суходолі серед густої рослинності. Китайський тритон відноситься до холодноводних видів. Зустрічається на висоті до 1000 м над рівнем моря. Активний здебільшого у присмерку. Харчується рибою та безхребетними.
Самиця відкладає від 50 до 250 яєць. Личинки з'являються через кілька тижнів.
Ця амфібія є доволі популярною сере тераріумістів.

## Розповсюдження
Мешкає в гирлі річки Янцзи (провінції Хенань, Хубей, Аньхой, Цзянсу, Чжецзян, Цзянсі, Фуцзянь).